# Pierre II (roi de Yougoslavie)
Pierre II (Petar II en serbe latin, Петар II en serbe cyrillique) est le dernier roi de Yougoslavie de la dynastie Karađorđević. Né le 6 septembre 1923 à Belgrade, il est mort le 3 novembre 1970 à Denver  (Colorado, États-Unis). Roi titulaire de 1934 à 1945, il est exilé après l'invasion de la Yougoslavie d'avril 1941, il est ensuite empêché de revenir au pays par la prise de pouvoir des communistes, qui abolissent officiellement la monarchie en novembre 1945.

## Biographie

### Roi de Yougoslavie (1934-1945)
Fils aîné du roi Alexandre Ier et de la reine Marie de Roumanie, ll succède à son père  assassiné à Marseille. Mineur, une régence est mise en place sous la direction du prince Paul, cousin germain de son père.

### Seconde Guerre mondiale
En 1941, Adolf Hitler envoie un ultimatum à la Yougoslavie et au prince Paul : la Yougoslavie doit adhérer au pacte tripartite (avec l'Allemagne, l'Italie et le Japon) sous peine d'être envahie. Le prince Paul accepte et signe le traité que l'Allemagne nazie lui impose. Dans un regain de patriotisme, les généraux Mirković et Simović, soutenus par le Royaume-Uni et par une révolte populaire spontanée, mettent le jeune Pierre II au pouvoir le 27 mars 1941, alors qu'il n'a que dix-sept ans.
Le roi promet de signer le pacte tripartite pour protéger son pays d'une attaque allemande, ce qui n'empêche pas dans les jours qui suivent, l'Allemagne et ses alliés d'attaquer simultanément la Yougoslavie et la Grèce, sans déclaration de guerre. À partir du 6 avril 1941, Belgrade est bombardée pendant deux jours par des Stukas, qui font près de 17 000 morts. Face à l'invasion rapide du pays ainsi qu'au soulèvement des séparatistes croates d'Ante Pavelić, l'armée royale est incapable de résister efficacement à l'attaque concentrique du Reich et de ses alliés. Zagreb tombe le 11 avril, Belgrade le 12, Sarajevo le 16 et Dubrovnik le 17, jour de la capitulation yougoslave. Pierre II est évacué en Grèce avant de gagner Le Caire puis Jérusalem ; il s'installe ensuite à Londres avec le gouvernement yougoslave en exil.

### Exil
À Londres, en 1944, le roi décide d'épouser, en dehors de son pays, la princesse Alexandra de Grèce, fille du roi Alexandre Ier.
Le 29 novembre 1945, les projets de retour du roi sont contrecarrés par le vote de l'Assemblée constituante yougoslave (dont les membres autorisés à siéger doivent impérativement appartenir au Parti communiste) qui le dépose, ouvrant la voie à l'instauration du régime communiste de Tito. Pierre II refuse cependant d'abdiquer et décide de s'installer aux États-Unis.

### Décès et sépulture

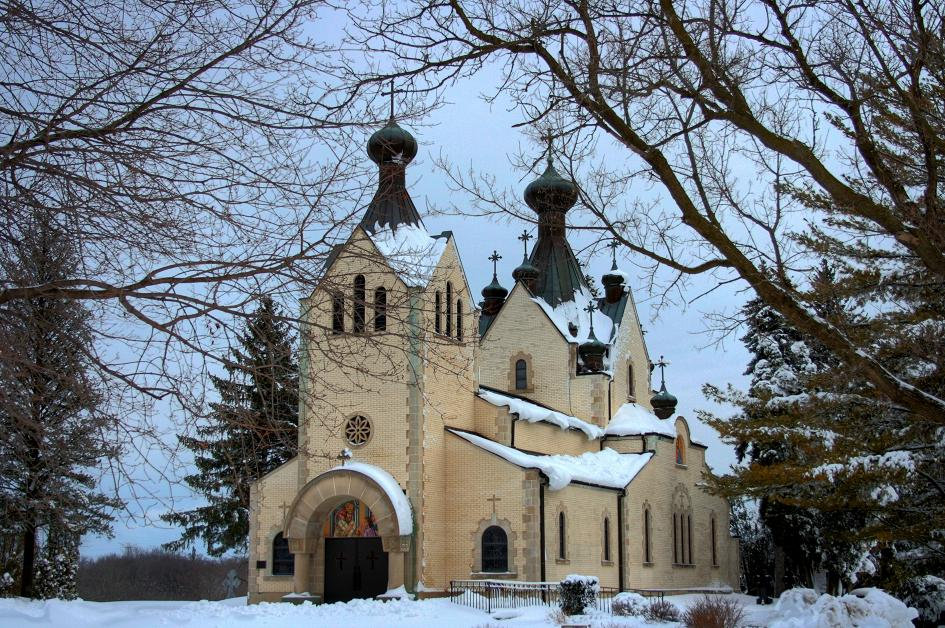
Le monastère Saint-Sava de Libertyville dans l'Illinois.

Après avoir souffert pendant plusieurs années de cirrhose, Pierre II meurt à Denver dans le Denver Health Medical Center, le 3 novembre 1970 après un échec de greffe du foie. Il est enterré au monastère Saint-Sava de Libertyville dans l'Illinois. Il devient ainsi le seul monarque européen à avoir été inhumé sur le sol des États-Unis,,,,,.
Son fils unique, le prince Alexandre, devient le prétendant au trône de Yougoslavie puis de Serbie après la dislocation du pays entre 1991 et 2005. Il s'installe avec sa famille à Belgrade en 2001.
À son initiative, la dépouille du roi Pierre est rapatriée des États-Unis vers la Serbie, ainsi que celles de son épouse Alexandra, de la reine-mère Marie et du frère du roi, le prince André. Après une cérémonie religieuse en la cathédrale Saint-Michel de Belgrade, les quatre cercueils sont transférés le 26 mai 2013 à la chapelle royale d'Oplenac, dans le sud-ouest de la Serbie, où ils bénéficient de funérailles d'État auxquelles assistent le prince héritier Alexandre, des membres de la famille royale, le patriarche serbe Irénée, le président de la République Tomislav Nikolić et le président du gouvernement Ivica Dačić.